# Sergej Navasjin

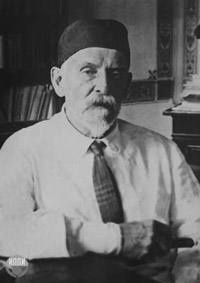
Sergej Navasjin

Sergej Gavrilovitj Navasjin (ryska: Сергей Гаврилович Навашин), född 14 december (gamla stilen: 2 december) 1857 på Tsarevstsjina i guvernementet Saratov, död 10 december 1930 i Detskoje Selo, var en rysk botaniker.
Navasjin var till en början kemist och assistent i Moskva 1882-90. Han blev filosofie doktor i Odessa 1895, men var redan 1894 anställd som professor och föreståndare för botaniska trädgården i Kiev. 
Navasjin utförde åtskilliga betydelsefulla undersökningar inom den finare histologin, särskilt på embryologins område, delvis publicerade på ryska. Han är sålunda upptäckare av den "dubbla befruktningen". Han invaldes 1917 som ledamot av Vetenskapssocieteten i Uppsala.